# Jan Mazánek
Jan Mazánek (13. května 1851 Hostovice – 29. prosince 1937 Ústí nad Orlicí), byl český učitel, hudebník, hudební pedagog, hudební organizátor, odborný publicista, pěvec a sbormistr.

## Život
Narodil se nedaleko Pardubic v obci Hostovice do rodiny učitele Jana Mazánka a jeho ženy Antonie rozené Richterové. Po studiích v Pardubicích, Moravské Třebové a v Hradci Králové byl roku 1869 přijat v Ústí nad Orlicí coby učitel městské školy s povinností obstarávat rovněž chrámovou hudbu. V roce 1873 byl jmenován zemskou školní radou učitelem na obecné škole chlapecké, kde působil až do svého odchodu do penze v roce 1909.
Koncem srpna roku 1881 se oženil s Barborou Korábovou s níž měl šest dětí, syna Jana (*1882), který záhy po narození zemřel, dceru Barboru (*1883), druhého syna Jana (*1884), který padl v 1. světové válce, dalším potomkem byl syn Bohuslav (*1886) a poté následovaly dvě dcery, Antonie (*1893) a Ludmila (*1897).
Jan Mazánek zavedl nový způsob výuky zpěvu na obecných a měšťanských školách. V roce 1874 vstoupil do Cecilské hudební jednoty. Se svým švagrem Juliem Kocianem patřil k vůdčím osobnostem místního Volného sdružení divadelních ochotníků, z něhož se v roce 1896 jeho iniciativou stal řádný Spolek divadelních ochotníků Vicena. Za své zásluhy o ústecké divadelnictví byl jmenován jeho čestným členem. K jeho dalším počinům patřilo založení pěveckého spolku „Lumír“ a byl i čestným členem pěveckého spolku „Lukes“ a mnoha dalších. Věnoval se rovněž pedagogické činnosti a k jeho významným žákům patřil například Bohuš Heran a další. V květnu roku 1931 byl jmenován čestným občanem města Ústí nad Orlicí. Na sklonku roku 1937 Jan Mazánek zemřel a byl pohřben v rodinné hrobce na Městském hřbitově v Ústí nad Orlicí.
Jeho jménem byla pojmenována jedna z ulic města Ústí nad Orlicí. Část pozůstalosti Jana Mazánka, včetně jeho učebnic, časopiseckých a novinových článků, je uložena ve sbírkách Ústeckého městského muzea.

## Dílo
- Vyučování zpěvu na školách obecných a měšťanských
- Cvičebnice zpěvu pro školy měšťanské
- Cvičebnice zpěvu - Sbírka písní pro školy měšťanské a vhodná pomůcka k doplnění látky každému, kdož cvičí zpěvu dle not[8]
- Paměti ochotnického divadla v Ústí nad Orlicí